# جيم ماكسويل
جيم ماكسويل (بالإنجليزية: Jim Maxwell)‏ هو لاعب كرة قدم أمريكية أمريكي، ولد في 8 أغسطس 1981 في جونسونفيل في الولايات المتحدة.